# Sultentjärnen, Västmanland
Sultentjärnen är en sjö i Lindesbergs kommun i Västmanland och ingår i Norrströms huvudavrinningsområde.